# ده مير خدايار (باتاوة)
ده میر خدایار (بالفارسية: ده میرخدایار) هي قرية تقع في إيران في قسم باتاوة الريفي. يقدر عدد سكانها بـ 28 نسمة .